# ملا حاجي
ملا حاجي هي قرية في مقاطعة ميانة، إيران. عدد سكان هذه القرية هو 238 في سنة 2006.